# Cygnus NG-12
Cygnus NG-12 var en flygning av en av företaget Northrop Grummans Cygnus rymdfarkoster till Internationella rymdstationen (ISS). Farkosten sköts upp med en Antares 230 raket, från Wallops Flight Facility i Virginia, den 2 november 2019.
Farkosten kallas S.S. Alan Bean och är uppkallad efter den avlidne amerikanske astronauten Alan L. Bean.
Målet med flygningen är att leverera material och förnödenheter till ISS.
Den 4 november 2019 dockades farkosten med rymdstationen med hjälp av Canadarm2.
Farkosten lämnade rymdstationen den 31 januari 2020. Den brann som planerat upp i jordens atmosfär den 17 mars 2020.

### Fotnoter
1. ↑  ”NASA Space Science Data Coordinated Archive” (på engelska). NASA. https://nssdc.gsfc.nasa.gov/nmc/spacecraft/display.action?id=2019-071A. Läst 24 mars 2020.
2. 1 2 3  Mark Garcia (4 november 2019). ”Cygnus Resupply Ship Attached to Unity for Cargo Operations” (på engelska). NASA. https://blogs.nasa.gov/spacestation/2019/11/04/cygnus-resupply-ship-attached-to-unity-for-cargo-operations/. Läst 5 november 2019.